# 梁勝權
梁勝權（1958年—）又名羅庭，香港導演，曾在邵氏電影任職副導演、1984至1988年在亞洲電視任職編導。其後長期活躍於中國大陸、台灣及新加坡拍攝電視劇，擅長拍攝奇幻劇，運用光怪陸離的手來表現出奇妙的場景，作品有《仙劍奇俠傳》、《仙劍奇俠傳3》、《真愛謊言》、《美人無淚》、《花千骨》、《醉玲瓏》、《烈火如歌》等。

## 電視劇 (亞洲電視)
- 1984年《王昭君》
- 1985年《靈界邊緣人》
- 1985年《第四代》
- 1985年《三世人》
- 1986年《冒險家樂園》
- 1986年《哪吒》
- 1986年《九月鷹飛》
- 1986年《胭脂淚》
- 1987年《獅王之王》
- 1987年《啼笑因緣》
- 1987年《滿清十三皇朝》
- 1987年《成吉思汗》
- 1988年：心靈兇手 (電視電影)
- 1988年《俠女傳奇》

## 電視劇 (其他)
- 1994年《蓮花爭霸》
- 1998年《東遊記》
- 2000年《笑傲江湖》
- 2001年《陸小鳳之鳳舞九天》《男人四十跑出租》
- 2004年《極度危機》
- 2005年《仙劍奇俠傳》《天外飛仙》
- 2006年《別愛我》《少年楊家將》
- 2007年《聊齋奇女子》
- 2008年《射鵰英雄傳》
- 2009年《仙劍奇俠傳三》《阿喜》《衣被天下》
- 2010年《怪俠一枝梅》
- 2011年《畫皮》
- 2012年《真愛謊言》《軒轅劍之天之痕》《美人無淚》
- 2014年《古劍奇譚》《風中奇緣》
- 2015年《極品新娘》《少年四大名捕》《深宅雪》《花千骨》《錦衣夜行》
- 2016年《武神趙子龍》《六扇門》《老九門》《飛刀又見飛刀》
- 2017年《醉玲瓏》
- 2018年《烈火如歌》